# 嘉士伯
嘉士伯是1間丹麦品牌啤酒制造商，目前是世界第六大啤酒制造商，于1847年创立，总部位于丹麦哥本哈根。嘉士伯也是该公司主要的啤酒品牌。

## 歷史

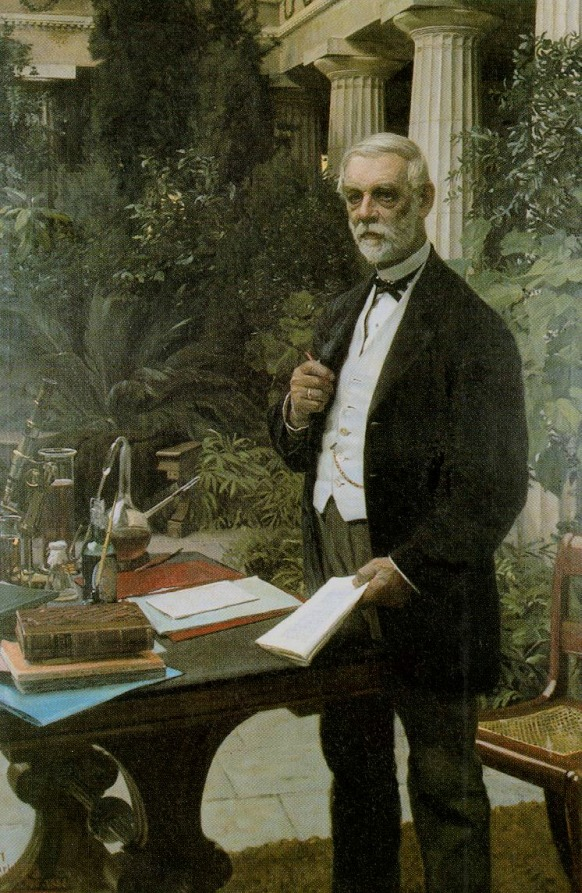
嘉士伯的創辦人J. C. 雅各布森（1886）

嘉士伯由雅各布·克里斯蒂安·雅各布森創建，首次釀造於1847年11月10日完成。嘉士伯啤酒於1868年開始外銷，並於同年在非洲國家馬拉威的最大城市布蘭太爾設立首座海外釀造工廠。公司早期使用的商標有大象、幸運符號「卐」。後者由於與鄰邦德國的政治團體象徵符號相似，在1930年代便不再使用。
嘉士伯的創辦人雅各布森是位慈善家，熱衷於藝術品收藏。隨著財富的累積，他聚集的藝術品之豐盛令人印象深刻，目前都收藏於哥本哈根市中心的新嘉士伯美术馆。
雅各布森於1875年設立嘉士伯實驗室，從事釀造相關的科學問題研究。它包含一個化學研究部門及一個生理學研究部門。用來製造淡啤酒的酵母物種Saccharomyces carlsbergensis，就是在這裡被分離出來，並以之命名。在化學上常用的pH觀念，也是在此被發展出來。該實驗室原本是嘉士伯基金會的一部分；1972年改名為嘉士伯研究中心，並轉型為釀造廠。在哥本哈根的老釀造廠已開放觀光，知名的參訪者有前英國首相溫斯頓·邱吉爾及英國女王伊麗莎白二世。
嘉士伯在1970年併購了土伯格釀造廠，1992年與泰特雷啤酒廠合併。在中國，嘉士伯擁有位於惠州及上海的兩座釀酒廠。原本在香港新界大埔還有一座，但由於成本過多，已於1999年關廠。嘉士伯上海廠是1998年才創立的。
2007年，嘉士伯获得俄罗斯波罗的海饮料控股公司的50%股份（間接以纽卡斯尔啤酒持有），以及BBH在法国、希腊、中国和越南的运营部門。2008年1月25日，喜力与嘉士伯联合以152.8亿美元78亿英镑收购了英国最大全球第六大的啤酒制造商Scottish & Newcastle(S&N)纽卡斯尔啤酒公司。此外，嘉士伯還擁有重庆啤酒的29.71%股份，以及印度United Breweries啤酒、法國凱旋（Kronenbourg）啤酒。
嘉士伯啤酒長期參與足球賽事的贊助，并連續數十年成為利物浦足球會的胸前廣告贊助商，成為利物浦足球會的經典標誌之一。
2018年12月17日嘉士伯入股葡萄牙酿造公司超级波克集团(Super Bock Group)主要的控股股东Viacer 28.5%的股份，Viacer持有Super Bock集团56%的股份，嘉士伯持有剩余44%的股份

## 嘉士伯在中国大陆

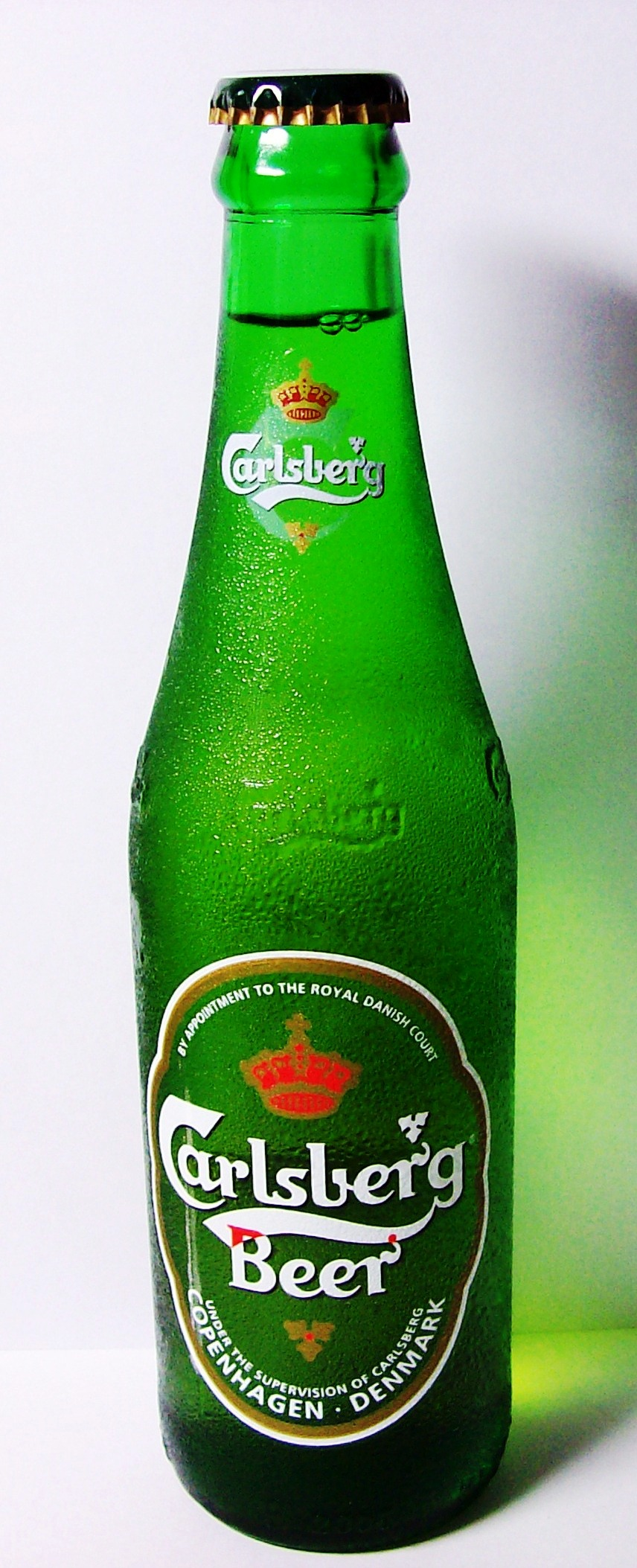
一瓶冰镇的嘉士伯啤酒（产自中国广东）

1876年，嘉士伯啤酒第一次出口到中国。在二战期间及中华人民共和国成立初期，嘉士伯啤酒在中国的销售有了短暂的中断。1978年，嘉士伯在香港設立了嘉士伯啤酒厂香港有限公司，负责嘉士伯啤酒及其它品牌在香港的生产、销售、分销、及市场推广。 1995 年购入原惠州啤酒有限公司后成立了嘉士伯啤酒（ 广东 ）有限公司， 开始了中国本土生产嘉士伯系列品牌，并生产本地龙八啤酒。
目前，嘉士伯啤酒在中国主要的全资企业有：嘉士伯啤酒（广东）有限公司以及其下属的北京、上海、广州、成都分公司，主要负责嘉士伯系列品牌啤酒在全中国的生产和销售业务； 昆明华狮啤酒有限公司及其属下各分公司，是云南省第一家啤酒企业，具备生产世界一流啤酒的能力，拥有KK啤酒和白龙潭啤酒的生产和销售权；嘉士伯（中国）啤酒工贸有限公司（原大理啤酒（集团）有限责任公司）及旗下的6间公司，是云南省最大的啤酒酿造集团，拥有大理啤酒及风花雪月两大主要品牌。而合资企业主要有：新疆乌苏啤酒厂、宁夏啤酒厂、兰州黄河企业股份有限公司、拉萨啤酒厂，嘉士伯与其合作伙伴在中国西部地区的总市场占有率已经处于绝对领先的地位 。
2016年1月，大理啤酒有限公司正式更名为嘉士伯（中国）啤酒有限工贸有限公司。并在大理新建了50万吨的生产基地。
现今的嘉士伯在中国，已由原来的一间啤酒厂、700 多名员工的规模发展成拥有 20 多家啤酒厂、员工超过6000 多名的跨国企业。
2013年3月5日嘉士伯香港擬以每股20元（人民幣‧下同），收購重慶啤酒1.47億股，佔總股本約30.29%，涉資約29.3億元，一手打造重慶啤酒的重啤集團全身而退，全數沽清所持有20%的股權
嘉士伯基金會通過其間接控制的全資子公司嘉士伯重慶和嘉士伯香港合計持有重啤29.71%，完成收購後，嘉士伯基金會將控制重啤60%股份。10月8日重慶啤酒收到國務院國資委和商務部批覆，原則同意重啤集團接受收購要約，以每股20元（人民幣，下同）將所持重慶啤酒9,679.4240萬股（佔總股本20%）轉讓給嘉士伯啤酒廠香港有限公司，受讓款超19億元，重啤集團將徹底退出重慶啤酒。
2013年12月30日丹麥啤酒商嘉士伯表示，重慶啤酒集團已經接受公司收購重慶啤酒集團資產管理100%股權的提議，收購作價15.6億元人民幣。重慶啤酒資產管理擁有８個啤酒釀制廠，三個位於江蘇省，三個在安徽，另外兩個設於浙江
2021年8月，嘉士伯拟完全退出西藏拉萨啤酒有限公司，根据财报，2018年、2019年其分别亏损4.17亿元、3.33亿元。

## 嘉士伯在香港

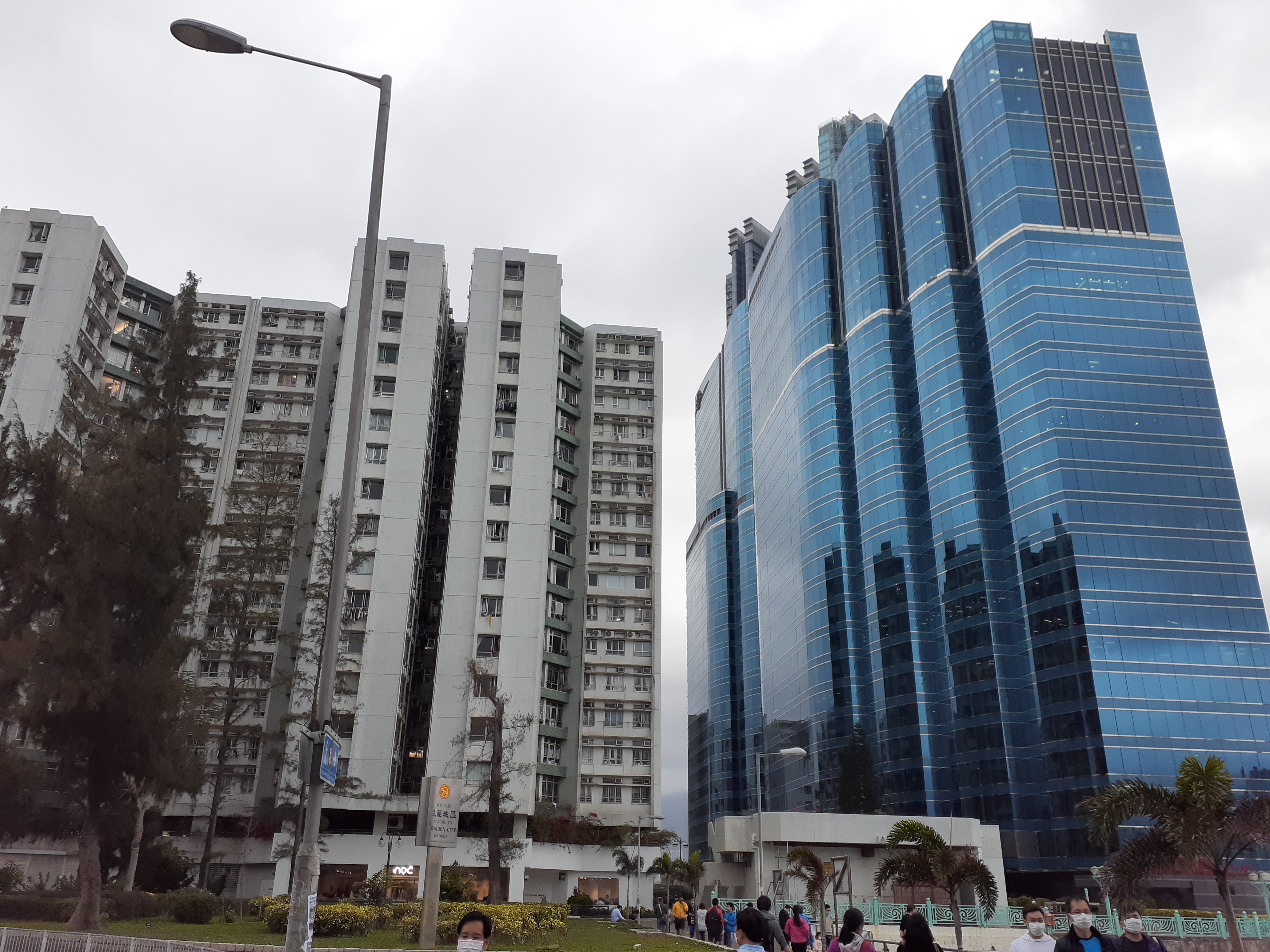
嘉士伯香港辦事處位於香港九龍紅磡海濱廣場一座（圖右建築）

2010年6月10日嘉士伯啤酒廠香港有限公司以23.84億元增持重慶啤酒12．25％股權，平均每股40.22元，收購後嘉士伯持有重慶啤酒29.71%股權，成為第一大股東
公開資料顯示，嘉士伯香港已連續三年虧損，其中2009年虧損4776萬港元，2008年虧損5341萬港元，2007年虧損1.09億港元。

## 主要产品

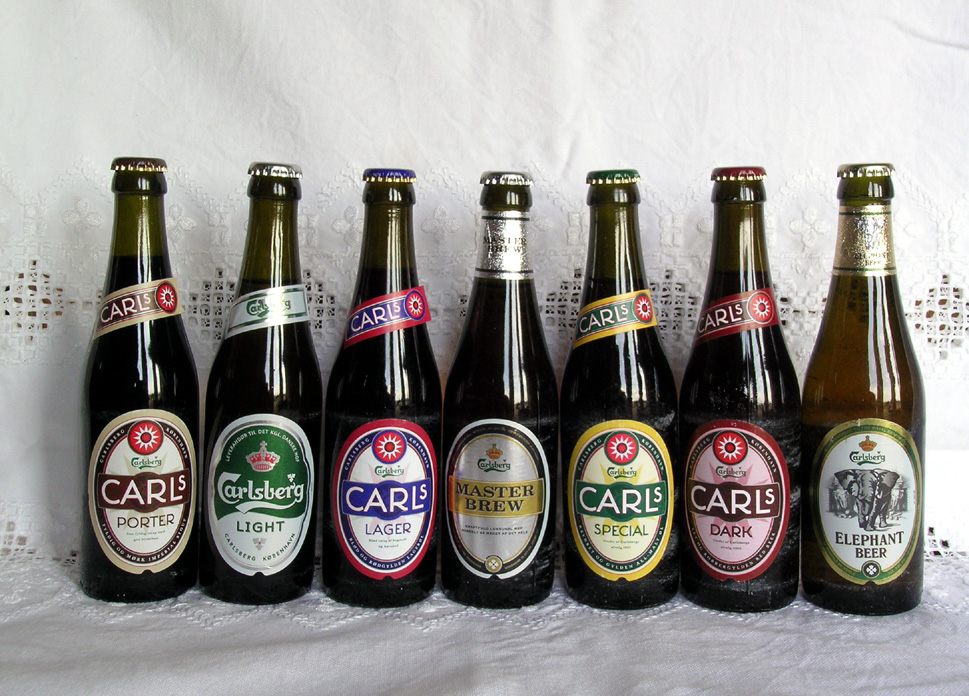
从左至右：Carls porter，Carlsberg Light，Carls lager，Carlsberg Master Brew，Carls special，Carls dark，大象啤酒

- 嘉士伯（Carlsberg Pilsner or Carlsberg Lager）：人们都常说的嘉士伯实际上一般是指该公司的这种产品。它是一种德国风味的比尔森啤酒，创始于1904年。简称绿嘉。主要赞助足球等运动，并且是利物浦的长期赞助商。
- 冰纯嘉士伯（Carlsberg Chill）是嘉士伯公司最新的品牌, 并于2004年8月上市, 主要面对中国大陆及香港地区销售。冰纯嘉士伯味道冰爽清纯，极易入喉，配以极富时代感的流线型瓶身，极受年輕人所喜爱。简称冰嘉。主要赞助音乐活动。
- 樂怡仙地（Jolly Shandy）：一種含有不多於0.6%乙醇的果味汽水。
- Somersby Cider
- 乌苏啤酒
- 重慶啤酒
- 法國可倫堡1664精釀啤酒